# Ég á líf
Ég á líf är en låt med den isländska sångaren Eyþór Ingi Gunnlaugsson.

## Eurovision
Den 2 februari 2013 vann Eyþór Ingi Gunnlaugsson med låten i Islands nationella uttagningsfinal till Eurovision Song Contest 2013. Tvåa blev Unnur Eggertsdóttir med låten "Ég syng!".
Låten blev därmed Islands bidrag i Eurovision Song Contest 2013 som hölls i Malmö i Sverige. Gunnlaugsson framförde låten i Malmö Arena i den andra semifinalen som hölls den 16 maj 2013.